# داریان
داریان، شهری در بخش داریان شهرستان شیراز در استان فارس ایران است. این شهر، مرکز بخش داریان است.
این شهر در ۳۶ کیلومتری شمال شرق شهر شیراز قرار دارد.

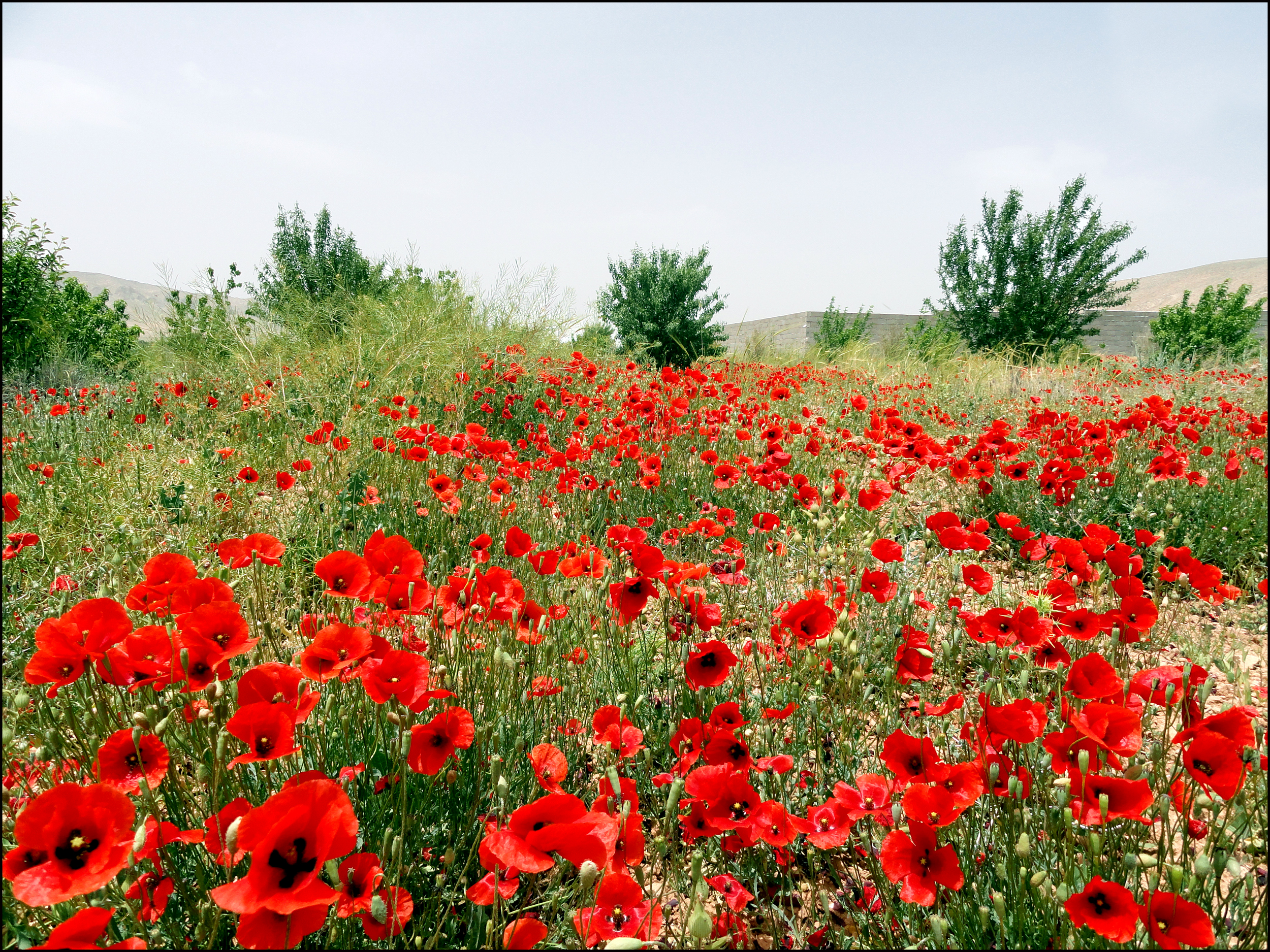
طبیعت اطراف داریان

## تاریخچه
نخستین اشاره به نام داریون در کتاب فارسنامه ابن بلخی مربوط به سده ششم هجری است که در بخش «مسافت‌های پارس» که فاصلهٔ شهرهای فارس را تا شیراز مشخص می‌کند داریان را منزل دوم در راه شیراز-کرمان از مسیر شیرجان (سیرجان امروزی) می‌داند. حسن فسایی نیز در فارسنامه ناصری مربوط به دورهٔ ناصرالدین‌شاه از داریون به عنوان یکی از روستاهای حومه شیراز که در ۷ فرسخی مشرق این شهر است سخن یاد کرده است.
شهر داریون در اردیبهشت ماه سال ۱۳۷۶ بنا به اختیاری که از طرف هیئت وزیران به کمیسیون سیاسی-دفاعی هیئت دولت داده شده بود و با پیشنهاد وزارت کشور از ادغام و تجمیع روستاهای داریون و دیندارلو تشکیل شد.

## جمعیت
بر پایه سرشماری عمومی نفوس و مسکن در سال ۱۳۹۵ جمعیت این شهر ۱۰٬۰۳۷ نفر بوده است و بدین ترتیب داریون سومین شهر پرجمعیت شهرستان شیراز به‌شمار می‌رود.

## دانشگاه
دانشگاه آزاد اسلامی واحد داریون در سال ۱۳۸۶ تأسیس شد و دانشجویان در مقطع کارشناسی حقوق و در مقطع کاردانی و کارشناسی رشته‌های الکترونیک، کامپیوتر، مهندسی شیمی، هوافضا، علوم دریایی، مهندسی نفت، حسابداری، مکانیک و نقشه‌کشی مشغول به تحصیل می‌باشند.

## بیمارستان
بیمارستان امام مهدی در این شهر فعال است. این بیمارستان شامل بخش‌های اورژانس، اتفاقات، آزمایشگاه، رادیولوژی، دندانپزشکی و داروخانه است که به صورت شبانه‌روزی فعالیت دارد.